# Gnaphosa brumalis
Gnaphosa brumalis är en spindelart som beskrevs av Tord Tamerlan Teodor Thorell 1875. Gnaphosa brumalis ingår i släktet Gnaphosa och familjen plattbuksspindlar. Inga underarter finns listade i Catalogue of Life.